# Utrera
Utrera egy Spanyolországban található város, az Andalúziai autonóm közösség tizedik legnagyobb települése, Sevilla tartományban. A város a La Campiña mezőgazdasági régióhoz tartozik, 51 145 lakossal rendelkezik (INE 2021).

A település központja 2002-ben a spanyol kulturális örökség emlékhelyévé (Bien de Interés Cultural) nyilvánították. A város a flamenco egyik történelmi bölcsőjeként tartják számon, és a harci bika (toro bravo) eredete szempontjából is hivatkozási pont, mivel a településen több híres szarvasmarhatelep található. Említésre méltó még a város lótenyésztése, amely rangos helyi ménesek biztosítanak.

## Földrajzi elhelyezkedés
A város átlagos tengerszint feletti magassága 49 méter, területe 651,24 km². Utrera Alcalá de Guadaíra, Los Palacios y Villafranca, Los Molares, Arahal, El Coronil, Las Cabezas de San Juan, La Puebla del Río, Dos Hermanas, Villamartín és Espera községekkel határos. A város teljesen körülveszi El Palmar de Troya települést.
Domborzata változatos, a tartomány délkeleti vidékének dombságai, valamint a környék egyetlen meghatározó folyója a Guadalquivir alsó folyásának morfológiája a meghatározó. A település északi és keleti területinek nagy részét síkságok teszik ki. A várost, annak központját is érintve átszeli a Calzas Anchas patak keletről nyugatra, ami víztakarékossági okból már a föld alatt folyik.

## Éghajlata
Az év nagy részét tiszta égbolt jellemzi, a napsütéses órák száma magas. A terület éghajlata szubtrópusi mediterrán - a szubhumid mezotermikus éghajlathoz is sorolható -, amelyre a forró, száraz nyarak és enyhe, csapadékos telek jellemezők. A száraz nyári időszak több mint négy hónapig tart. Az éves csapadékmennyiség 41 százaléka ősszel esik.
A terület éves átlaghőmérséklete 17,5 °C. Az abszolút maximális hőmérséklet átlagosan 41,9 °C, a legmelegebb hónap a július, ekkor az átlaghőmérséklet 41,2 °C. Január az év leghidegebb hónapja, az átlagos abszolút minimumhőmérséklet 0,8 °C.
Januárban és februárban az uralkodó széljárás északkeleti irányú. Az év többi részében az uralkodó szelek délnyugati irányból fújnak, különösen május és augusztus között.

## Népesség
A település népessége az elmúlt években az alábbi módon változott:
| Lakosok száma | 45 862 | 46 774 | 49 135 | 50 665 | 51 630 | 52 558 | 52 701 | 50 728 | 51 402 | 52 173 |
|               | 2001   | 2004   | 2007   | 2009   | 2011   | 2015   | 2017   | 2019   | 2022   | 2024   |

### A népesség alakulásának története
Utrerában a 13. században jelentős muszlim és zsidó kolónia telepedett le. Miután III. Ferdinánd meghódította az országot, a területen élő muszlim családok közül sokan mudejarokként maradhattak, akik főként a mezőgazdaságban és egyéb kézműves szakmákban dolgoztak. A cigánytelepek a 15. század óta ismertek a településen (utrai roma közösség), mára azonban teljesen integrálódtak a spanyol társadalomba.
A 17. században a pestis járvány kitörésével a lakosság drasztikusan csökkenni kezdett, ami közel egy évszázadon át tartott. Utrerát többször kellett újra betelepíteni, utoljára erre III. Károly uralkodása alatt, 1759 és 1788 között került sor.
A 20. században a város lakossága a tartomány többi mezőgazdasági településéhez hasonlóan alakult. A spanyol polgárháború alatt a katonaköteles korú férfiak körében bekövetkezett népességcsökkenés jelentős eltérést okozott a nemek szerinti megoszlásban. 1960-as évekig lassú ütemben nőtt a város népessége, ezt követően a kivándorlás és a születési ráta csökkenése azonban a népesség számának erőteljes csökkenése követte. Az 1980-as évektől kezdve a kivándorlás mértékének csökkenésével a város lakosságának száma stagnáló, a utóbbi években pedig a népesség fokozatos növekedése jellemzi.

### Külföldi lakosság
A 2008-as népszámlálás során regisztrált 50 098 főből 1113 fő volt külföldi állampolgárságú. A városban regisztrált bevándorlók minden kontinensről megtalálhatók. Számuk szerint a románok (166), a marokkóiak (130), a lengyelek (70), az ecuadoriak (64) és a bolíviaiak (64) a legnépesebb kolóniák.

## Gazdaság
Utrera városa korábban fontos közlekedési és vasúti csomópont volt Sevilla, Cádiz és Malaga városai között. Ennek köszönhetően a város jelentős számú állandó munkahelyet tartott fenn a vasúti ágazatban. A vasútvonal átalakítását követően a csomópont a közeli Dos Hermanas városba került.
A település gazdasága elsősorban a mezőgazdaságra épül. Jelentős olajfaültetvényekkel rendelkezik, itt termesztik a gordal nevű Spanyolország szerte kedvelt asztali olajfajtát, amelyet ősszel kézzel szüretelnek. A település területe mintegy 65 174 hektár, amelyből a 2019-es adatok szerint 5904 hektáron szántóföldi növényeket, 1459 hektáron pedig fás szárú növényeket termesztenek. Emellett napraforgó-, gabona-, hüvelyes-, gumós-, zöldség-, citrusfélék, gyapot- és cukorrépa-termelés is folyik.